# Национални избори за Песму Евровизије
Национални избор представља термин који се користи за такмичења у којима државе учесници Песме Евровизије бирају својег представника и/или песму која ће их представљати.
Постоје два главна начина кроз које већина емитера AVROTROSбира своје представнике: отворен избор (национално финале) и затворен (интерни, емитерски) избор. Велики број држава мења свој приступ ако остваре лоше резултате.

## Национална финала
Национална финала су процесу у којима углавном публика помешано са жиријем, бира својег представника и/или песму.
Национална финала организују национални емитери сваке државе и могу да се састоје од једне или више такмичарских дана или вечери. Овакав начин избора се углавном емитује у ударном термину, где публика гласа за своје фаворите телегласањем. Неки емитери не емитују своја национална финала, и одржавају их иза затворених врата. У неким случајевима, емитер изабере извођача, где се кроз национално финале бира песма коју ће извести (На пример Даруд 2019. године је изабран кроз такво финале). У другим случајевима, емитер бира песму, а публика бира извођача који ће је извести на Песми Евровизије. Такође има случајева где публика бира представника кроз талент шоу као што је Икс-Фактор, а емитер интерно бира песму.
Национална финала неких земаља су велика као, или чак већа, од саме Песме Евровизије, а често им претходи и неколико квалификационих полуфинала сличног формата. Вероватно најпознатији национални избор је Мелодифестивален у Шведској, који има четири полуфинала, пето, специјално полуфинале, и финале. Оно се одржава у разним градовима Шведске, са финалом у Стокхолму. 2012. године, око 4 милиона људи је гледало финале Мелодифестивалена, скоро половина шведске популације. 2019. и 2020. финалу српске Беовизије претходила су два полуфинала са по 12 композиција. Из сваког полуфинала у финале је пролазило 6 песама (укупно 12). Предтакмичења може бити и много више: Бугарска је за 2008. у девет полуфинала приказивала дословно све песме пристигле на конкурс; Украјина је 2005. имала петнаест.
Шпанија је 2002. године организовала ријалити под називом Operación Triunfo (Операција тријумф) у којем су бирани и обучавани до тада непознати певачи, при чему је публика на крају бирала најуспешнијег за представника на Песми Евровизије. Овакав систем избора примењиван са прекидима и задњи пут је коришћен 2018, а слично је неколико година у ирској верзији Идола, You're a Star (Ти си звезда), биран представник ове земље. Учесници изабрани на овај начин нису забележили запаженије успехе на Евровизији.
Албанија, Данска, Естонија су једине државе које су увек бирале кроз национално финале. Југославија и Србија и Црна Гора су исто увек бирале кроз национални избор. Финска је увек бирала своју песму кроз национално финале, али је 2018. и 2019. свог извођача изабрана интерно.
Држава којa је увек бирала и извођача и песму кроз национални избор осим 2021, (када се одлучила да поново изабере свог извођача из 2020) је Летонија.

## Интерни избор
Интерни избор или емитерски избор је процес у ком емитер неке државе бира извођача и/или песму иза затворених врата, без учешћа публике.
Иако Европска радиодифузна унија (ЕРУ) охрабрује емитере да држе своја национална финала, будући да генеришу више публицитета за Песму Евровизије, неке државе су у већини случајева имале интерне изборе (на пример Русија, Азербејџан и Бугарска). Прелазак на национална финала је чест избор држава које остваре лоше резултате у више узастопних година.